# Ghanas Davis Cup-lag
Ghanas Davis Cup-lag styrs av Ghanas tennisförbund och representerar Ghana i tennisturneringen Davis Cup, tidigare International Lawn Tennis Challenge. Ghana debuterade i sammanhanget 1988, och spelade i Europa-Afrikazonens Grupp I 1990.